# 奧古斯特·威廉·海因里希·布萊修斯
奧古斯特·威廉·海因里希·布萊修斯（德語：August Wilhelm Heinrich Blasius，1845年7月5日—1912年5月31日）是一名德國鳥類學家。
布萊修斯出身科學家世家：父親是鳥類學家約翰·海因里希·布萊修斯，哥哥是鳥類學家魯道夫·布萊修斯。
1871年，他成為不伦瑞克工业大学動物學和植物學教授，並擔任該校自然歷史博物館和植物園的館長。他也是德國鳥類學協會理事會成員。